# Thiocyanate de benzyle
Le thiocyanate de benzyle est un composé aromatique de formule C6H5CH2SCN. Il est isomère de l'isothiocyanate de benzyle. Ces deux molécules sont converties l'une en l'autre par une enzyme, la thiocyanate isomérase.